# Kanfanar
Kanfanar (en italien : Canfanaro) est un village et une municipalité située dans le comitat d'Istrie, en Croatie. Au recensement de 2001, la municipalité comptait 1 457 habitants, dont 69,25 % de Croates et le village seul comptait 473 habitants.

## Localités
La municipalité de Kanfanar compte 21 localités :
| - Barat - Brajkovići - Bubani - Burići - Červari - Dubravci - Jural | - Kanfanar - Korenići - Kurili - Ladići - Marići - Maružini - Matohanci | - Mrgani - Okreti - Pilkovići - Putini - Sošići - Šorići - Žuntići |